# Pablo Barrios
Pablo Barrios Rivas (* 15. června 2003) je španělský fotbalista, který hraje jako záložník za Atlético Madrid a španělskou reprezentaci.

## Reprezentační kariéra
Barrios je mládežnickým reprezentant Španělska, v roce 2022 debutoval za reprezentaci do 19 let. Od roku 2023 hraje za reprezentaci do 21 let.
V roce 2024 reprezentoval Španělsko na LOH, které Španělsko vyhrálo.
Po zraněních Martína Zubimendiho a Álexe Baeny debutoval v listopadu 2024 za seniorskou reprezentaci proti Švýcarsku, v 79. minutě střídal Pedriho.